# Jeff Cobb
Jeffrey Cobb (ジェフ・コブ Jefu Kobu, Honolulu, 11 de julho de 1982) é um lutador profissional americano e ex-lutador amador. Ele trabalha atualmente para a WWE, na marca SmackDown, sob o nome de ringue JC Mateo. Ele é mais conhecido por sua passagem na New Japan Pro-Wrestling (NJPW), onde foi membro da facção United Empire.
Antes de trabalhar na NJPW, Cobb se apresentou no Lucha Underground (como o lutador mascarado Matanza Cueto), Ring of Honor (ROH) e Pro Wrestling Guerrilla (PWG). Ele é um ex-campeão mundial da PWG e vencedor do torneio Battle of Los Angeles de 2018 da PWG, além de ter sido campeão mundial de duplas uma vez com Matt Riddle. Na NJPW, ele também é ex-campeão NEVER Openweight e três vezes campeão de duplas IWGP. Na ROH, ele é ex-campeão televisivo.
Como lutador amador, Cobb representou Guam nos Jogos Olímpicos de Verão de 2004, onde se tornou o porta-bandeira do país na cerimônia de abertura e competiu na categoria de luta livre peso leve masculino. Ele fez a transição para a luta livre profissional em 2009.

## Carreira na luta amadora
Durante sua carreira na luta amadora, Cobb treinou para a Guam Amateur Wrestling Federation sob a orientação de seu treinador pessoal Neil Krantz. Cobb se classificou para a equipe de Guam na categoria masculina de 84 kg nos Jogos Olímpicos de Verão de 2004 em Atenas, recebendo uma vaga continental do Campeonato da Oceania em Dededo. Ele sofreu duas derrotas consecutivas por superioridade técnica e sem pontos de classificação em uma luta preliminar contra Yoel Romero, de Cuba, e Davyd Bichinashvili, da Alemanha, terminando em 21º lugar no total, entre 22 lutadores.

## Carreira na luta livre profissional

### Início de carreira (2009–2014)
Cobb começou sua carreira na luta livre profissional em 2009, trabalhando para a Action Zone Wrestling (AZW) no Havaí. Ele conquistou o título de campeão peso pesado da AZW três vezes, estabelecendo um recorde. Ele fez aparições em várias promoções independentes no norte da Califórnia, como All Pro Wrestling, Supreme Pro Wrestling, Pro Wrestling Bushido, Fighting Spirit Pro, Phoenix Pro Wrestling e PREMIER Wrestling, onde manteve o Campeonato de Peso Pesado por 427 dias. Em setembro de 2014, ele recebeu uma oportunidade de teste no WWE Performance Center.

### Lucha Underground (2015–2019)
Cobb assinou contrato com o Lucha Underground em 2015. Ele fez sua estreia na promoção em 22 de março de 2016, sob uma máscara e com o nome de ringue "The Monster" Matanza Cueto, o irmão fictício de Dario Cueto, conquistando o Campeonato Lucha Underground em sua primeira luta.
Matanza permaneceu invicto até 9 de abril de 2016, quando foi derrotado por Rey Mysterio em uma luta Aztec Warfare, perdendo o Campeonato Lucha Underground no processo.
O personagem de Matanza foi morto na quarta temporada, que foi ao ar em 2018. Apesar disso, foi relatado em abril de 2019 que Cobb estava buscando ações legais para ser liberado de seu contrato com o Lucha Underground. Isso ocorreu após movimentos semelhantes de outros lutadores do show, incluindo King Cuerno e Joey Ryan. Alguns dias depois, foi confirmado que ele havia sido liberado da empresa.

### Pro Wrestling Guerrilla (2016–2019)

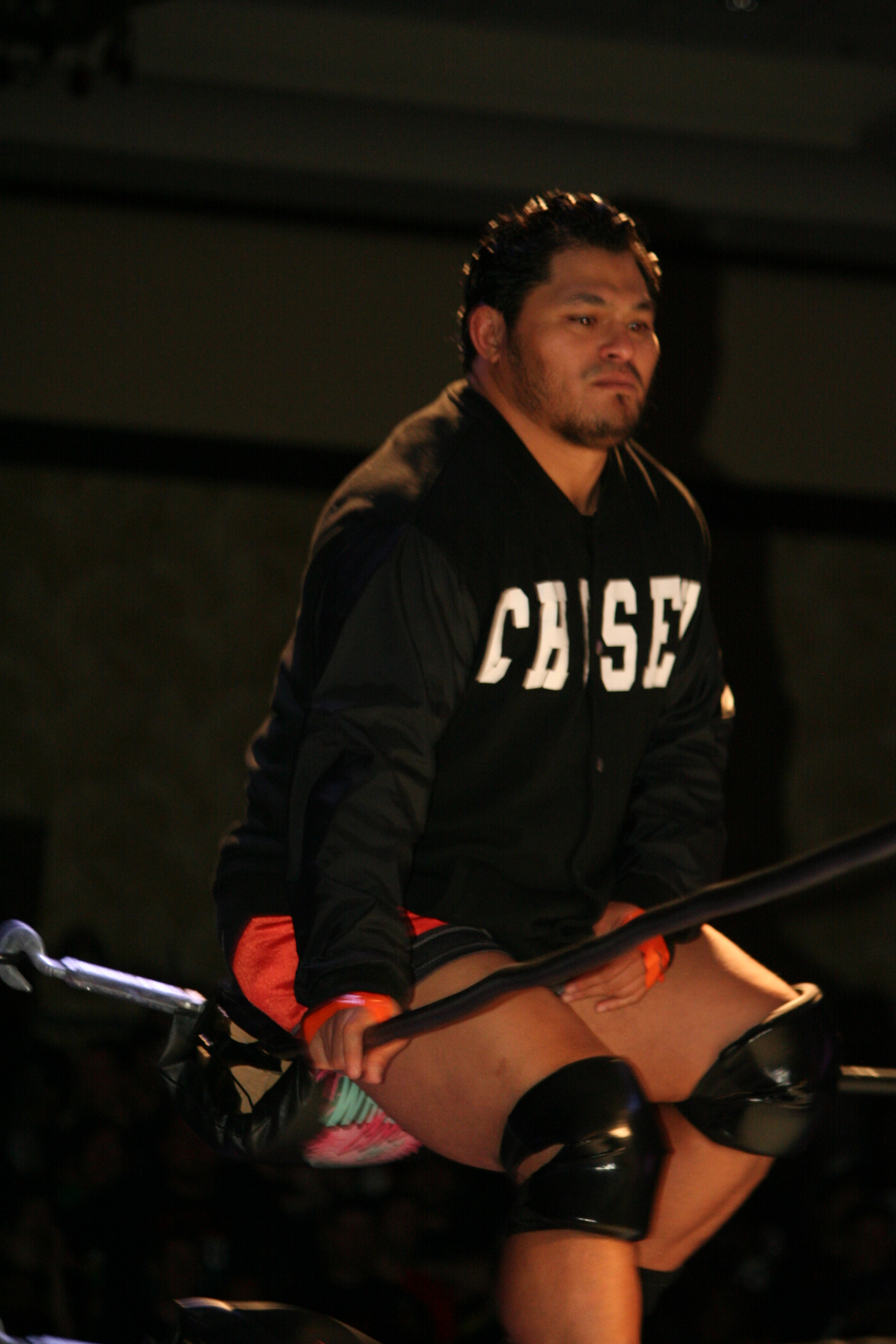
Cobb em 2017.

Em 20 de maio de 2016, Cobb fez sua estreia na Pro Wrestling Guerrilla (PWG), perdendo para Chris Hero. Em 2 de setembro, Cobb participou do Battle of Los Angeles de 2016, sendo eliminado na primeira rodada por Ricochet.
Em 16 de dezembro de 2016, Cobb e Matt Riddle derrotaram The Young Bucks. Cobb e Riddle ficaram conhecidos na PWG como "The Chosen Bros". Em 18 de fevereiro de 2017, Cobb e Riddle derrotaram os Unbreakable F'n Machines (Brian Cage e Michael Elgin). Em 18 de março de 2017, a equipe derrotou OI4K (Dave Crist e Jake Crist). Em 21 de abril de 2017, Cobb, em ação individual, derrotou Keith Lee. Em 19 de maio de 2017, The Chosen Bros derrotaram o reDRagon (Kyle O'Reilly e Bobby Fish). Em 20 de outubro, The Chosen Bros derrotaram os Lucha Brothers (Rey Fenix e Penta el Zero M) para conquistar o Campeonato Mundial de Duplas da PWG. Eles mantiveram os títulos até 20 de abril de 2018, quando os perderam para The Rascalz (Zachary Wentz e Dezmond Xavier). Em 15–16 de setembro de 2018, ele venceu o Battle of Los Angeles de 2018, derrotando Darby Allin na primeira rodada, Rey Horus na segunda rodada, Trevor Lee na terceira rodada, e Shingo Takagi e Bandido na final.
Em 19 de outubro, Cobb derrotou Walter no Smokey and the Bandido para conquistar o Campeonato Mundial da PWG. Ele então defendeu com sucesso o título contra Trevor Lee no Hand of Doom, em janeiro de 2019. Durante seu reinado, também defendeu com sucesso o título contra Jonathan Gresham e o vice-campeão do BOLA, Bandido. Em seguida, ele competiu no seu 4º Battle of Los Angeles, mas foi derrotado por David Starr na segunda rodada. Cobb acabaria perdendo o título após 421 dias, em uma revanche contra o eventual vencedor do torneio, Bandido, ainda naquele ano.

### Progress Wrestling (2017–2018)
Em 27 de maio de 2017, Cobb fez sua estreia na Progress Wrestling, derrotando Nathan Cruz na primeira rodada do Torneio Super Strong Style 16 2017. No dia seguinte, Cobb perdeu sua luta da segunda rodada para Matt Riddle. Em 29 de maio, Cobb recebeu sua primeira chance pelo Campeonato Mundial da Progress, mas foi derrotado por Pete Dunne.

### New Japan Pro-Wrestling

#### Início e reinados de campeonatos (2017–2019)
Em 6 de novembro de 2017, Cobb foi anunciado como participante da World Tag League de 2017 da New Japan Pro-Wrestling, onde formaria equipe com Michael Elgin. Cobb e Elgin não se deram bem nos bastidores, com Elgin fazendo comentários depreciativos sobre seu parceiro de dupla em mensagens privadas que foram tornadas públicas enquanto o torneio ainda estava em andamento. A dupla terminou o torneio em 9 de dezembro com um recorde de quatro vitórias e três derrotas, não conseguindo avançar para a final. Em 11 de junho de 2018, foi anunciado que Cobb retornaria à New Japan Pro-Wrestling para os shows do Kizuna Road. Em 17 de junho, foi anunciado que Jeff Cobb enfrentaria Hirooki Goto pelo Campeonato NEVER Openweight. Cobb acabou perdendo a luta. Cobb passou a maior parte do final de 2018 participando do torneio World Tag League ao lado de Michael Elgin, vencendo oito lutas, mas não se classificando para a final. Em 6 de abril de 2019, Cobb venceu o Campeonato NEVER Openweight em uma luta Winner Takes All contra Will Ospreay no G1 Supercard. O Campeonato Mundial Televisivo da ROH de Cobb também estava em jogo. Cobb perderia o Campeonato NEVER Openweight para Taichi na primeira noite do Wrestling Dontaku 2019. Cobb então competiu no seu primeiro torneio G1 Climax de 2019, onde terminou com 8 pontos, não avançando para a final. Em 6 de novembro de 2019, Cobb foi anunciado como parte de uma das equipes no Torneio World Tag League de 2019 com seu parceiro Mikey Nicholls, onde terminaram com 16 pontos, mas novamente falharam em avançar para a final.

#### United Empire (2020–2025)

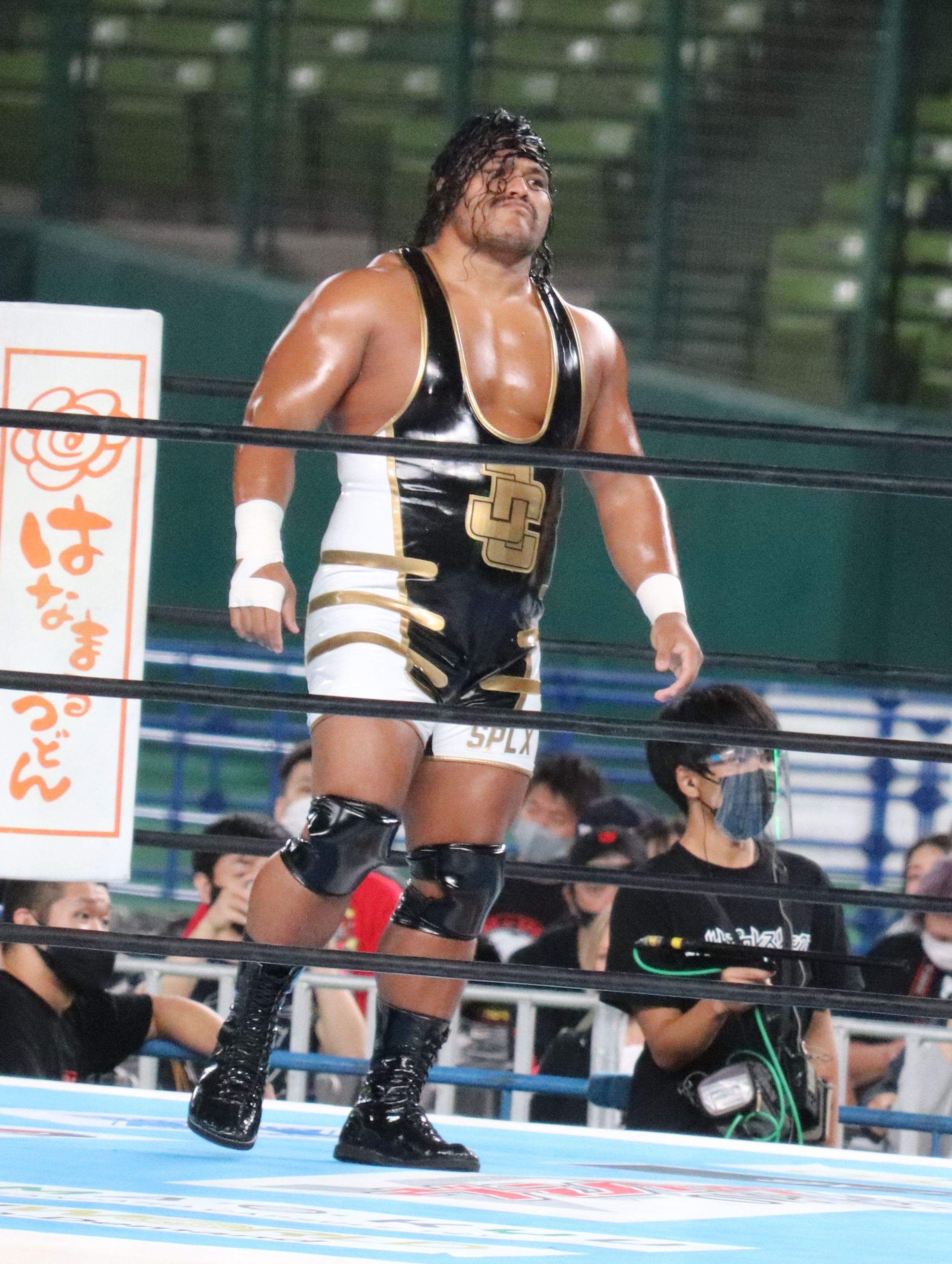
Cobb no Wrestle Grand Slam in Tokyo Dome.

Em agosto de 2020, Cobb competiu na New Japan Cup USA, onde derrotou Tanga Loa na primeira rodada antes de perder para Kenta nas semifinais. Cobb também foi anunciado como participante do torneio G1 Climax de 2020, onde novamente terminou com 8 pontos, não conseguindo avançar para a final. Foi também reportado que Cobb havia assinado um contrato com a New Japan, ingressando oficialmente no plantel em tempo integral. Ele se juntaria ao grupo United Empire de Will Ospreay (na época conhecido como The Empire) no show de 15 de novembro, fazendo equipe com Great-O-Khan no World Tag League anual, assim se tornando heel no processo, embora tenha terminado o torneio com 10 pontos, não avançando para a final. No Wrestle Kingdom 15 in Tokyo Dome, ele desafiou Shingo Takagi pelo Campeonato NEVER Openweight, mas foi derrotado.
Em março, Cobb participou da New Japan Cup, derrotando Satoshi Kojima na primeira rodada, mas sendo eliminado na segunda rodada por Evil. Nos meses seguintes, Cobb fez parceria com seus companheiros de United Empire em lutas de duplas contra o Los Ingobernables de Japon. Cobb iniciou uma breve rivalidade com Kota Ibushi, que culminou em uma luta entre os dois no Dominion 6.6 no Osaka-jo Hall, a qual Cobb perdeu. Cobb então iniciou uma rivalidade com Kazuchika Okada, que começou quando Cobb fez o pin sobre Okada em uma luta de duplas. Os dois trocaram vitórias e derrotas nos meses seguintes, com Okada derrotando Cobb no Wrestle Grand Slam in Tokyo Dome e Cobb vencendo Okada no Wrestle Grand Slam in MetLife Dome.
Em setembro, Cobb participou do G1 Climax 31, onde ficou no bloco B. Durante o torneio, Cobb quebrou recordes, derrotando Chase Owens, Yoshi-Hashi, Hirooki Goto, Tama Tonga, Taichi, Sanada, Hiroshi Tanahashi e Evil, vencendo assim suas primeiras 8 lutas consecutivas no G1, o maior número de vitórias seguidas na história do torneio. No entanto, na Noite 18, na final do bloco B, Cobb perdeu para o eventual vencedor do G1, Kazuchika Okada, não conseguindo avançar para a final do torneio com 16 pontos, já que Okada também havia perdido apenas uma luta no bloco B, para Tama Tonga. Em 4 de janeiro, no Wrestle Kingdom 16, o United Empire derrotou Los Ingobernables de Japon na primeira noite, mas Cobb perdeu para Tetsuya Naito na segunda noite, no dia seguinte.
Em março, Cobb participou novamente da New Japan Cup. Ele derrotou Togi Makabe, Kojima e Yoshi-Hashi, mas perdeu para Naito nas quartas de final. Cobb então redirecionou seu foco para as competições de duplas, formando equipe com Great O-Khan, que havia sido parceiro de Aaron Henare. Em 9 de abril, O-Khan e Cobb se tornaram os campeões de duplas IWGP pela primeira vez nas carreiras de ambos, durante a série Hyper Battle. A dupla perdeu os títulos no Wrestling Dontaku, encerrando seu reinado após 22 dias. Eles recuperaram os títulos em 12 de junho, no Dominion 6.12 no Osaka-jo Hall.
Após perder os títulos no Forbidden Door, Cobb foi anunciado como parte do G1 Climax 32 em julho, durante o Dominion 6.12 in Osaka-jo Hall, onde competiria no Bloco A. Cobb terminou o torneio com 6 pontos, não conseguindo avançar para as semifinais. Mais tarde, naquele ano, em outubro, Cobb participou de um torneio para coroar o primeiro campeão mundial televisivo da NJPW, mas foi derrotado por Yoshi-Hashi na primeira rodada. No mês seguinte, no Battle Autumn, Cobb e O-Khan enfrentaram o FTR em uma revanche pelos títulos de Duplas IWGP, mas foram derrotados. Em 4 de janeiro, no Wrestle Kingdom 17, Cobb competiu no New Japan Rambo, mas não conseguiu chegar entre os 4 finais. No dia seguinte, no New Year Dash!!, Cobb fez equipe com Aaron Henare em uma luta onde perderam para o novo campeão mundial de pesos pesados IWGP, Kazuchika Okada, e o novo campeão dos pesos pesados dos Estados Unidos IWGP, Kenny Omega.
Em março, Cobb competiu na New Japan Cup, recebendo um bye (avanço automático para a segunda rodada sem precisar lutar na primeira), onde foi derrotado por Evil.  Mais tarde, naquele mês, Cobb derrotou Moose no Multiverse United. Em maio, no Wrestling Dontaku, Cobb desafiou Zack Sabre Jr. pelo Campeonato Mundial Televisivo da NJPW, mas a luta terminou em empate por limite de tempo, fazendo com que Sabre Jr. mantivesse o título. Uma revanche foi marcada para o mês seguinte, no Dominion 6.4 in Osaka-jo Hall, onde Sabre Jr. derrotou Cobb. Ainda no mês de junho, Cobb competiu no buy-in do Forbidden Door, onde fez equipe com seus companheiros de grupo do United Empire, Kyle Fletcher e TJP, em uma luta que perdeu para os membros do Los Ingobernables de Japon, Shingo Takagi, Bushi e Hiromu Takahashi. No mês seguinte, Cobb competiu no torneio anual G1 Climax, sendo colocado no Bloco D. Cobb terminou com 9 pontos, ficando por pouco fora da qualificação para as quartas de final. Em 3 de maio, no Wrestling Dontaku, Cobb derrotou Sabre Jr. para conquistar o Campeonato Mundial Televisivo da NJPW pela primeira vez. Em 14 de outubro, no King of Pro-Wrestling, Cobb perdeu o título Televisivo para Ren Narita em uma luta three-way que também incluiu Yota Tsuji. Ele competiu novamente em uma luta pelo título no Wrestle Kingdom 19, mas perdeu em uma luta four-way. No dia 4 de abril, no Sakura Genesis, Cobb e Callum Newman derrotaram Tetsuya Naito e Hiromu Takahashi para conquistar o Campeonato de Duplas IWGP.
No dia 14 de abril, a NJPW anunciou que Cobb deixaria a empresa e que o Campeonato de Duplas IWGP ficaria vago, encerrando o reinado de Cobb e Newman após 9 dias. Em 19 de abril, durante o tour Road to Wrestling Dontaku, Cobb fez sua última luta na NJPW, perdendo para Hiroshi Tanahashi. Após a luta, Cobb agradeceu à NJPW, aos seus companheiros do United Empire e aos fãs da NJPW, encerrando oficialmente seu período de quase 8 anos com a promoção.

### Ring of Honor (2018–2020, 2022)
Em 21 de julho de 2018, Cobb fez sua estreia na Ring of Honor ao atacar Eli Isom e FR Josie durante uma gravação de televisão. No Death Before Dishonor XVI, em 28 de setembro, Cobb confrontou Punishment Martinez após sua defesa do Campeonato Mundial Televisivo da ROH. Na gravação de televisão na noite seguinte, Cobb, em sua primeira luta oficial, derrotou Martinez para conquistar o Campeonato Mundial Televisivo da ROH. Cobb então venceu ambas as suas lutas durante o evento Glory By Honor XVI de dois dias em outubro, todas as três suas lutas durante a turnê Global Wars 2018 em novembro, e derrotou Adam Page no Final Battle em dezembro para encerrar o ano.
2019 começou com Cobb vencendo uma luta fatal four-way no Honor Reigns Supreme, e depois vencendo todas as suas três lutas (duas delas sendo lutas de duplas) durante a turnê Road to G1 Supercard. Na Noite 2 do ROH/NJPW War of the Worlds, Cobb perderia o Campeonato Mundial Televisivo para Shane Taylor. Após o contrato de Cobb expirar em 2020, ele declarou que ainda lutaria pela ROH, embora com menos frequência. Em outubro de 2020, seu perfil foi movido para a seção de alumni.
Em 10 de dezembro de 2022, no Final Battle, Cobb retornou à ROH, derrotando Máscara Dorada no pré-show.

### All Elite Wrestling (2020, 2022–2024)
Cobb fez sua estreia na All Elite Wrestling (AEW) no episódio de 12 de fevereiro de 2020 do Dynamite, atacando Jon Moxley ao lado do The Inner Circle. Ele fez sua primeira luta na AEW no episódio seguinte do Dynamite, em uma luta onde saiu derrotado por Moxley.
No episódio de 25 de maio de 2022 do Dynamite, Cobb e Great-O-Khan interromperam uma luta pelo Campeonato Mundial de Duplas da ROH, entre FTR e Roppongi Vice, atacando ambas as equipes e levantando os títulos, sinalizando suas intenções de lutar pelos campeonatos. No episódio de 15 de junho do Dynamite, após O-Khan, Cobb e o resto do United Empire atacarem ambas as equipes de duplas, Ospreay foi anunciado para enfrentar Orange Cassidy, enquanto Cobb e O-Khan foram colocados em uma luta triple-threat de duplas "Winner Takes All" pelos seus recém-conquistados Campeonatos de Duplas IWGP e os Campeonatos Mundiais de Duplas da ROH de FTR, juntamente com Roppongi Vice, no Forbidden Door. No evento, Cobb e O-Khan não conseguiram conquistar o Campeonato Mundial de Duplas da ROH e perderam o Campeonato de Duplas IWGP para o FTR.
No episódio de 29 de março de 2023 do Dynamite, Cobb desafiou Kenny Omega pelo Campeonato dos Pesos Pesados dos Estados Unidos IWGP, em uma luta onde saiu derrotado. No episódio de 15 de maio de 2024 do Dynamite, Cobb se uniu a Kyle Fletcher, em uma luta que terminou em derrota para o Blackpool Combat Club (Bryan Danielson e Jon Moxley).

### WWE (2025-presente)
Em 10 de maio de 2025, Cobb fez sua estreia pela WWE no Backlash, onde ele ajudou Jacob Fatu a manter o Campeonato dos Estados Unidos da WWE. Na semana seguinte, no SmackDown, ele recebeu o novo nome de ringue JC Mateo e venceu sua luta de estreia contra LA Knight.

## Estilo e persona na luta profissional
Os movimentos finalizadores de Cobb são uma variação de spinning scoop powerslam chamada "Tour of the Islands" e um Gachimuchi-Sault.
Durante seu trabalho no Lucha Underground, Cobb atuou como "The Monster" Matanza Cueto, usando uma máscara e um macacão industrial. Ele descreveu seu personagem como semelhante a Jason Voorhees ou Michael Myers. Durante esse período, seu golpe final era chamado de "Wrath of the Gods".

## Vida pessoal
Cobb é descendente de filipinos por parte de mãe. Sua mãe, Elaine, nasceu em Guam, filha de imigrantes filipinos. Os pais de Cobb se mudaram posteriormente para o Havaí, onde ele nasceu, mas retornaram a Guam quando ele tinha 11 anos.

## Títulos e prêmios
- AAW Professional Wrestling
  - AAW Tag Team Championship (1 vez) – com David Starr e Eddie Kingston[69]
- Action Zone Wrestling
  - AZW Heavyweight Championship (3 vezes)[70]
- All Pro Wrestling
  - APW Universal Heavyweight Championship (1 vez)[71]
  - Young Lions Cup (2012)
- Big Time Wrestling
  - BTW Tag Team Championships (1 vez) – com Kimo[72]
- Cape Championship Wrestling
  - CCW Tag Team Championship (1 vez) – com Blaster
- Fighting Spirit Pro
  - FSP Championship (1 vez)
- Filipino Pro Wrestling
  - FPW Championship (1 vez)
- Lucha Underground
  - Lucha Underground Championship (1 vez)[14]
  - Aztec Warfare II
- New Japan Pro-Wrestling
  - IWGP Tag Team Championship (3 vezes) – com Great-O-Khan (2) e Callum Newman (1)[73]
  - NEVER Openweight Championship (1 vez)
  - NJPW World Television Championship (1 vez)
- Premier Wrestling
  - Premier Heavyweight Championship (2 vezes)[74]
- Pro Wrestling Guerrilla
  - Campeonato Mundial da PWG (1 vez)
  - Campeonato Mundial de Duplas da PWG (1 vez) – com Matt Riddle[21]
  - Battle of Los Angeles (2018)
- Wrestling For Charity
  - Mission City Cup (2012)
- Pro Wrestling Illustrated
  - PWI o colocou na #23ª posição dos 500 melhores lutadores individuais no PWI 500 em 2019[75]
- Ring of Honor
  - Movimento do Ano (2018) pelo Tour of the Islands[76]
  - Campeonato Mundial Televisivo da ROH (1 vez)
- Ring Warriors
  - Ring Warriors Grand Championship (1 vez)[77]
  - Torneio pelo Título Ring Warriors Grand (2018)
- Tokyo Sports
  - Prêmio de Melhor Dupla (2022) – com Great-O-Khan[78]

## Cartel na Luta Livre Olímpica
| Lutas nos Jogos Olímpicos | Lutas nos Jogos Olímpicos | Lutas nos Jogos Olímpicos | Lutas nos Jogos Olímpicos | Lutas nos Jogos Olímpicos | Lutas nos Jogos Olímpicos | Lutas nos Jogos Olímpicos |
| Res.                      | Cartel                    | Oponente                  | Placar                    | Data                      | Evento                    | Local                     |
| ------------------------- | ------------------------- | ------------------------- | ------------------------- | ------------------------- | ------------------------- | ------------------------- |
| Derrota                   | 0–2                       | Yoel Romero               | Queda Técnica (0–10)      | 26 de agosto de 2004      | Jogos Olímpicos de 2004   | Atenas, Grécia            |
| Derrota                   | 0–1                       | Davyd Bichinashvili       | Queda Técnica (0–10)      | 26 de agosto de 2004      | Jogos Olímpicos de 2004   | Atenas, Grécia            |